# Altin Köprü
Altin Köprü (التون كوپرو Altūn Kūprū, Arabisch: Al-Qantara; Kurdisch: Pirde) ist eine irakische Stadt im Gouvernement Kirkuk. Altin Köprü liegt am Kleinen Zab auf einer Höhe von 250 m an der Grenze zum Gouvernement Arbil. Nördlich der Stadt führt die Bahnstrecke Arbil-Kirkuk. Die Stadt hat laut Berechnung 9110 Einwohner, die überwiegend Turkmenen sind. Daneben leben noch Kurden und Araber in der Stadt. Die meisten Einwohner der Stadt arbeiten in der Landwirtschaft oder in der Ölfeldern von Kirkuk.
Der Name der Stadt kommt aus dem Türkischen (Südaserbaidschanischer Dialekt) und bedeutet Goldene Brücke (Türkei-Türkisch: Altınköprü). Der kurdische und arabische Name der Stadt bedeutet beides Brücke.
Altin Köprü wurde auf einem Felsen im Zab gegründet und reicht heute weit über die Insel hinaus. Im Mittelalter war der Ort ein unbedeutendes Dorf und wurde nach der Errichtung von zwei Brücken im 16. Jahrhundert durch die Osmanen ein wichtiger Handelspunkt. 1918 wurde eine der Brücken zerstört und durch eine Stahlbrücke ersetzt. Nach dem Ende des Ersten Weltkrieges wurde das Gebiet um Altin Köprü Teil des Britischen Mandats Mesopotamien und danach Teil des neuen Staates Irak.